# Urs Altermatt
Urs Altermatt, né le 18 juillet 1942 à Biberist, est un historien suisse. Il est professeur d'histoire contemporaine à l'Université de Fribourg, dont il est le recteur de 2003 à 2007.

## Biographie
Altermatt vient d'une famille proche du Parti démocrate-chrétien (aujourd'hui Le Centre). Il étudie l'histoire, la sociologie et les sciences politiques aux Universités de Berne, Fribourg et de Berlin. Il écrit sa dissertation à l'Université de Berne en 1972 sur le thème de des organisations populaires catholiques suisses. De 1973 à 1980, il est lecteur à l'Université de Berne, puis à Fribourg. Il effectue des séjours académiques à Harvard, Vienne, Cracovie, Sarajevo, Sofia et Louvain.
Les thèmes de recherche d'Altermatt sont le système politique de la Suisse, la culture, la religion et la société en Suisse, de même que les minorités, le nationalisme, l'antisémitisme et l'extrême droite.
En 1991, il publie son ouvrage « Die Schweizer Bundesräte », qui est republié en 2019 sous le titre Bundesratslexikon. Il commente aussi régulièrement les élections fédérales sur SRF.
Altermatt fait partie depuis 1961 de la Société des étudiants suisses (membre notamment de la GV Wikinger Immensee et de l'AV Berchtoldia Bern (de)). Il est marié et est père de trois enfants adultes.